# Monaster Świętego Ducha w Bujniczach
Monaster Świętego Ducha, Monaster Zstąpienia Ducha Świętego na Apostołów – prawosławny klasztor w Bujniczach, funkcjonujący od 1633 (lub nawet 1593) do 1919, początkowo jako męski, zaś od 1835 jako żeński. 

## Historia

### Monaster męski
Według Antoniego Mironowicza monaster został ufundowany przez Bohdana Sołomereckiego, starostę krzyczewskiego, w 1593. Z kolei Dmitrij Koczetow i M. Fiedosienko podają, że projekt utworzenia klasztoru należy datować dopiero na rok 1626, zaś Bohdan Sołomerecki pragnął w ten sposób przeciwdziałać postępom unii brzeskiej. Śmierć starosty krzyczewskiego uniemożliwiła mu jednak realizację planów fundacji monasteru. Powrócili do nich dopiero podkomorzy mścisławski Bohdan Stetkiewicz i jego żona Helena zd. Sołomerecka, dziedziczący po nim majątek. Oni też w 1633 utworzyli fundusz przeznaczony dla przyszłej męskiej wspólnoty mniszej, włączając do niego 19 dziesięcin ziem w pobliżu miasteczka Bujnicze oraz wsie Chołm i Kościanka. Organizacją życia monastycznego miał zająć się przełożony Monasteru Kuteińskiego ihumen Joel (Trucewicz). Monaster w Bujniczach był filią tejże wspólnoty. Niejednokrotnie zakonnicy jednego z monasterów na stałe lub czasowo przenosili się do drugiego. W 1644 w Bujniczach żyło ok. 200 mnichów. Wcześniej, przed 1635, w monasterze rozpoczęła działalność drukarnia zorganizowana przez Spirydona Sobola. Od 1652 do 1759 monaster pozostawał w konflikcie o majątki w Chołmie i Kościance z monasterem Wniebowstąpienia Pańskiego w Barkołabowie.  
Majątek monasteru w Bujniczach został zdewastowany przez wojska kozackie Iwana Zołotareńki podczas wojny polsko-rosyjskiej, w 1654. Kolejnych strat obiekt doznał podczas wojny północnej, w 1708. Żołnierze szwedzcy zniszczyli wówczas drewnianą cerkiew Zaśnięcia Matki Bożej w celu pozyskania materiału na budowę mostów. Odbudowa monasteru ze zniszczeń trwała dziesięć lat. W 1718 klasztor zamieszkiwało sześciu mnichów. W XVII–XVIII w. przełożeni klasztoru wielokrotnie uskarżali się również na ataki na monaster i jego majątek ze strony miejscowej katolickiej szlachty. W końcu XVIII w. w klasztorze pozostawało pięciu mnichów, trzech posłuszników i diakon. Przełożeni monasteru wielokrotnie kierowali do konsystorza eparchii białoruskiej skargi na członków wspólnoty, zarzucając im włóczęgostwo, pijaństwo i awanturnictwo. W 1798 Świątobliwy Synod Rządzący podporządkował monaster klasztorowi Objawienia Pańskiego w Mohylewie. Na początku XIX w. w Bujniczach przebywało już 145 mnichów. 
W 1812 archimandryta Joazaf, razem z innymi przełożonym klasztorów w eparchii mohylewskiej, wypełniając ukaz biskupa mohylewskiego Warłaama, złożył przysięgę wierności cesarzowi francuskiemu Napoleonowi I. W 1833 wspólnotę tworzyło 71 mnichów.

### Monaster żeński
6 lipca 1835, na wniosek biskupa mohylewskiego Gabriela, monaster w Bujniczach został przekształcony we wspólnotę żeńską, z filią w Barkołabowie. Większość mniszek zostało sprowadzonych do Bujnicz właśnie z tego monasteru. W 1835 klasztor utrzymywał się z majątku ziemskiego (1300 dziesięcin), siedem lat później dobra te zostały w większości (poza 200 dziesięcinami) znacjonalizowane, a monaster, jako wspólnota monastyczna II klasy, otrzymywał stosowne wsparcie państwowe. Mniszki prowadziły zakład dla panien pochodzących z rodzin duchownych, od 1846 także szpital, a następnie także dwuklasową szkołę dla dziewcząt, do której przyjmowano kandydatki bez względu na pochodzenie. Na początku XX w. w monasterze przebywało 18 mniszek i 55 posłusznic.

### Po rewolucji październikowej
W 1919 komitet wykonawczy mohylewskiej rady miejskiej przekazał cały majątek monasteru nowo powstałej spółdzielni wiejskiej. Część mniszek pozostało w monasterze jako członkinie odrębnej spółdzielni pracy; nadal żyły według reguły klasztornej. Ostatnie zakonnice zostały zmuszone do opuszczenia klasztoru w latach 1929 i 1930. Następnie w zabudowaniach monasterskich powstały klub i kancelaria kołchozu, zaś po 1948 – magazyny zboża.

## Architektura
Początkowo jedyną świątynią monasterską w Bujniczach była drewniana cerkiew Świętego Ducha. Do 1652 wzniesiono drugą pod wezwaniem św. Mikołaja. Równocześnie ukończono prace nad wzniesieniem kompleksu obiektów mieszkalnych i gospodarczych. Koczetow i Fiedosienko podają, że do 1637 w monasterze zbudowano także cerkiew Zaśnięcia Matki Bożej, która w końcu stulecia, z powodu złego stanu technicznego, została rozebrana i zastąpiona nową świątynią pod tym samym wezwaniem. Po jej zniszczeniu przez Szwedów w 1718 powstała murowana cerkiew św. Mikołaja. Przechowywany w niej wizerunek patrona zyskał sławę cudownego i był ważnym celem pielgrzymkowym. W XVII w. rozpoczęto budowę głównego soboru monasterskiego pod wezwaniem Świętego Ducha, która z powodu finansowych trudności wspólnoty została ukończona dopiero w II poł. kolejnego stulecia. 
W 1895 wskutek pożaru cerkiew św. Mikołaja została poważnie uszkodzona. Po pięciu latach obiekt odbudowano. W 1899 w monasterze wzniesiono także kamienny refektarz, dzwonnicę i mur okalający cały kompleks. 
Świątynie klasztorne i inne obiekty monasterskie uległy całkowitemu zniszczeniu (lub też uległy zatarciu wszystkie ich pierwotne cechy) po 1930.